# Niccolò (kardynał S. Ciriaco)
Niccolò (zm. 1 kwietnia 1151) – włoski kardynał, mianowany przez Innocentego II prawdopodobnie w marcu 1142. Między 19 kwietnia 1142 a 28 października 1143 podpisywał bulle papieskie jako diakon Świętego Kościoła Rzymskiego, a między 23 grudnia 1143 a 23 marca 1151 jako prezbiter kościoła tytularnego S. Ciriaco alle Terme, który nadał mu papież Celestyn II w grudniu 1143. Uczestniczył w papieskich elekcjach w 1143, 1144 i 1145.